# 比利亚鲁维亚德洛索霍斯
比利亚鲁维亚德洛索霍斯，是西班牙卡斯蒂利亚-拉曼恰雷阿尔城省的一个市镇。 总面积282平方公里，总人口9722人（2001年），人口密度34人/平方公里。